# محمدجواد رضایی
محمدجواد رضایی (زادهٔ ۱۸ آذر ۱۳۷۷) کشتی‌گیر فرنگی‌کار ایرانی است.
از افتخارات وی می‌توان به کسب مدال برنز بازی‌های همبستگی اسلامی ۲۰۲۱ قونیه اشاره کرد.

## فعالیت حرفه‌ای ورزشی

### بازی‌های همبستگی اسلامی ۲۰۲۱
در وزن ۶۷ کیلوگرم محمدجواد رضایی پس از استراحت در دور نخست، در دور دوم با نتیجه ۱۰ بر ۳ مغلوب حسرت جعفروف دارنده مدال طلای زیر ۲۳ سال جهان از آذربایجان شد و با توجه به راه‌یابی این کشتی‌گیر به دیدار فینال، نماینده کشورمان به دیدار رده‌بندی رفت. رضایی در این دیدار با نتیجه ۹ بر صفر نوبت اف از ترکمنستان را مغلوب کرد و به مدال برنز دست یافت.